# Jenő Fock
Jenő Fock (ur. 17 maja 1916 w Budapeszcie, zm. 22 maja 2001 tamże) – węgierski działacz komunistyczny.
W 1932 wstąpił do Komunistycznej Partii Węgier. W latach 1940–1943 przebywał w więzieniu za działalność komunistyczną. Od 1961 do 1967 był wicepremierem z ramienia Węgierskiej Socjalistycznej Partii Robotniczej. W latach 1967–1975 pełnił funkcję premiera Węgierskiej Republiki Ludowej. Jego rząd wprowadził elementy gospodarki wolnorynkowej. Zapoczątkowana 1 stycznia 1968 roku reforma była kontynuacją wprowadzonego w 1966 roku Nowego Mechanizmu Ekonomicznego i jest uważana za jedną z najbardziej wolnorynkowych w krajach Rady Wzajemnej Pomocy Gospodarczej. Program reform  rozluźnił restrykcje związane z handlem międzynarodowym, dał ograniczoną wolność pracującym w handlu i pozwolił ograniczonej liczbie ludzi działać w sektorze usług.